# Château de Launay (Louresse-Rochemenier)
Pour les articles homonymes, voir Château de Launay.
Le château de Launay est un château situé à Louresse-Rochemenier, dans le département de Maine-et-Loire en France.
Il est rebâti en 1830 à la place d'un château plus ancien brûlé à la Révolution française.

## Localisation
Le château est situé dans le département français de Maine-et-Loire, sur la commune de Louresse-Rochemenier.

## Histoire
Le fief, remontant au moins au XIIIe siècle, possédait la seigneurie de la paroisse, était titré de « châtellenie » et relevait de Doué puis de Montreuil-Bellay. Il comprenait aussi le fief de Richebourg,. Il appartenait au XVe et XVIe siècles à la famille de Brénezay, au XVIIe siècle à la famille Testu, après 1725 aux Lebel de La Jaillère,. Mariée à Jacques-Marie de Villiers de Riou, Madeleine Lebel de La Jaillère a eu une fille unique, Marie Françoise Magdeleine, qui a épousé Erasme Gaspard De Contades en 1757 (en présence du curé Herbert de Louresse). Ils ont eu cinq enfants dont Méry de Contades. Par la suite, plusieurs générations de De Contades ont habité le château de Launay.
En 1735, cet ancien château féodal et seigneurial comportait un corps de logis, pavillon, chapelle, pont-levis, colombier, et grange. Le tout était fermé de murailles et fossés,.
La chapelle dédiée à Sainte Catherine, autrefois située dans la cour basse et en mauvais état, fut reconstruite et bénie le 12 octobre 1773, dans un pavillon de la haute cour, reliant une aile actuellement démolie. Le baptême de la chapelle fut inscrit par le curé Herbert dans le registre paroissial de Louresse parmi les baptêmes, mariages et décès. La chapelle fut toutefois détruite durant la Révolution.
Brûlé et fortement endommagé pendant la Révolution, le château fut rebâti en 1830, par le marquis Mery de Contades (maire de la commune) qui en était propriétaire et l'utilisa comme résidence de chasse. Son fils Louis l’a agrandi d'une aile à l'est, d'un second corps identique et parallèle, et a défini le tracé d'un parc de cent hectares en 1870,. La chapelle actuelle, les communs et l'orangerie semblent aussi de cette dernière date.
Le 16 août 1868, de grandes courses se déroulant dans les environs, au nord-est de l'étang, ont attiré une foule très nombreuse,.
Mis en vente, le château devint en 1960 une maison de repos, spécialisée dans le secteur des activités hospitalières. Le siège est fermé depuis 2008. Il s'agit toujours d'une propriété privée.